# Fiammetta Wilson
Fiammetta Wilson   (Lowestoft, 19 de juliol de 1864 - Londres, 21 de juliol de 1920) (nascuda Helen Frances Worthington fou una astrònoma britànica.

## Biografia
Fiammetta Wilson va néixer Helen Frances Worthington el 19 de juliol de 1864 de la mà de Helen Felicite (Till) Worthington (1839-1922) i Francis Samuel Worthington (1837-1912) de Lowestoft, Suffolk. Tenia quatre germans menors, dos germans i dues germanes. El seu pare era metge i cirurgià amb un gran interès per les ciències naturals. Després de retirar-se, va passar temps fent estudis microscòpics i va animar Fiammetta a estudiar el seu entorn natural. Va ser educada per institutrius, va anar a escoles a Alemanya i Suïssa i es va formar com a músic a Itàlia.
Es va unir a la British Astronomical Association en 1910 i, al costat de l'astrònoma Alice Grace Cook, es va convertir en directora en funcions de la seva Secció de Meteors durant la guerra (2). Va observar i va publicar dades sobre aurores, la llum zodiacal, estels i meteors. Per continuar la seva recerca, i per assegurar-se que la seva informació era precisa, va construir una plataforma de fusta en el seu jardí per poder observar l'espai sense la molèstia dels arbres. Entre els anys 1910 i 1920, va observar uns 10 000 meteors i va calcular amb precisió les trajectòries de 650 d'ells. Després de publicar nombrosos articles, l'any 1916 va ser triada membre de la Royal Astronomical Society. També va ser membre de la Société astronomique de France i de la Société d’astronomie d’Anvers.

## Publicacions
- Wilson, Fiammetta; Wilson, Sydney (April 1910). "Occultation of Mars". Journal of the British Astronomical Association. 20 (7): 382–383.
- Wilson, Fiammetta (February 1911). "The Zodiacal Light". Journal of the British Astronomical Association. 21 (5): 241.
- Wilson, Fiammetta (May 1913). "Backhouse's Polar Star Map". Journal of the British Astronomical Association. 23 (8): 388–389.
- Wilson, Fiammetta (May 1914). "The Zodiacal Light in 1914". Journal of the British Astronomical Association. 24 (8): 408–409.
- Wilson, Fiammetta (November 1916). "Clusters and Nebulae visible with Small Optical Means". Journal of the British Astronomical Association. 27 (2): 72–83.
- Wilson, Fiammetta (1916). "Bolide remarquable a trainee lumineuse". L'Astronomie. 30: 70–71.
- Wilson, Fiammetta; Denning, William F (January 1918). "The Meteoric Shower of January". Monthly Notices of the Royal Astronomical Society. 78 (3): 198–199.
- Wilson, Fiammetta (1918). "Observations Simultanees d'Etoiles Filantes". L'Astronomie. 32: 361–362.
- Wilson, Fiammetta; Cook, A Grace (1918). "Coopération interalliée en astronomie météorique". Journal des Observateurs. 2 (4): 41–42.
- Wilson, Fiammetta; Cook, A Grace (March 1918). "Meteoric Astronomy". The Observatory. 41: 127–129 [Consulta: 04-09-2021].